# 濱海阿爾卑斯 (羅馬行省)
濱海阿爾卑斯行省是罗马帝国的一个行省，首府为西米鲁姆，即今西米埃兹。行省疆域大致位于当今法國南部及義大利西北。
公元前14年，奥古斯都设立滨海阿尔卑斯行省。297年，行省疆域向北及西北方向延伸到迪朗克河及蒙特热内夫尔隘口，首府也改为Civitas Ebrodunensium，即今昂布兰。
3世纪，此地成为高卢大区七省民事管区的一部分。